# Меркурій (планета)
Мерку́рій — планета Сонячної системи, найближча до Сонця та найменша (діаметр 4 879 км) у системі. Назва походить від імені римського бога Меркурія.
Меркурій належить до планет земної групи. Має залізне ядро, радіус якого дорівнює приблизно 80 % радіуса самої планети. Зовнішній шар ядра Меркурія є розплавленим. Ядро вкриває силікатна мантія, а її — силікатна кора. Магнітне поле планети є слабким, проте здатним взаємодіяти з сонячним вітром. Планета сформувалася приблизно 4,5 млрд років тому з пилу та газу, що залишилися після формування Сонця. Поверхня планети подібна до поверхні Місяця, всіяна метеоритними кратерами і має візуально схожий темно-сірий колір. Також на планеті є рівнини, схожі на місячні моря. Меркурій не має супутників, гравітаційне тяжіння Сонця призвело б до їхнього сходження з орбіти планети.
Атмосфера Меркурія тонка та розріджена, складається з водню, гелію, кисню та інших елементів. Температура на поверхні коливається від –180 °C вночі до 420 °C вдень. Навколо своєї осі Меркурій обертається за 58,6 земної доби. Один меркуріанський рік триває 87,97 земної доби, а сонячна доба (від полудня до полудня) — 175,97 земної доби. Орбіта Меркурія має еліптичну форму та є найбільш витягнутою серед орбіт усіх планет Сонячної системи, а незначний зсув її перигелію став важливим поштовхом для загальної теорії відносності.
Перші згадки про Меркурій з'явилися близько XIV століття до н. е. Перші телескопічні спостереження почалися у 1609 році, попри те, що через близькість до Сонця Меркурій складно спостерігати. З початку космічної ери Меркурій досліджували зонди «Марінер-10», MESSENGER та BepiColombo.

## Назва
Планету було названо на честь блискавично швидкого римського бога торгівлі Меркурія, який був ототожнений з грецьким Гермесом, адже Меркурій рухається небом швидше за будь-яку іншу планету Сонячної системи. У стародавні часи Меркурій позначали різними іменами, залежно від того, коли відбувалося спостереження — вранці чи ввечері. Приблизно у 350 році до н. е. у Стародавній Греції зрозуміли, що ці дві зорі були єдиним об'єктом. Там планета мала назви Στίλβων («Стілбон»), що означає «мерехтливий» і Ἑρμής («Гермес») на честь Гермеса, через свій швидкий рух. Назви в інших мовах часто мали інший сенс:
- В івриті планета Меркурій має назву כּוֹכַב חַמָּה («кохав хамма»), тобто «зоря Сонця», часом може називатися просто כּוֹכָב («кохав») — «зоря». За схожим принципом планета була названа в ассиро-вавилонців, які називали її просто «каккабу»[18].
- У Стародавньому Єгипті Меркурій асоціювали із Сетом, а пізніше із Тотом. Значення його назви досі є невідомим. Ця назва може бути пов'язана з давньоєгипетським богом Тотом[19].
- Арабською мовою Меркурій називають عُطَارِد («ютаред»), ця назва також використовується в турецькій і деяких інших тюркських мовах[18].
- У Стародавньому Китаї Меркурій називався «Шхен шинг», що буквально означає «годинна зоря». Планету асоціювали із чорним кольором[20], а в концепції п'яти елементів — з елементом води[20][21].

Символ Меркурія ☿ є стилізованою версією кадуцея Гермеса.

## Дослідження

### Меркурій у стародавній астрономії

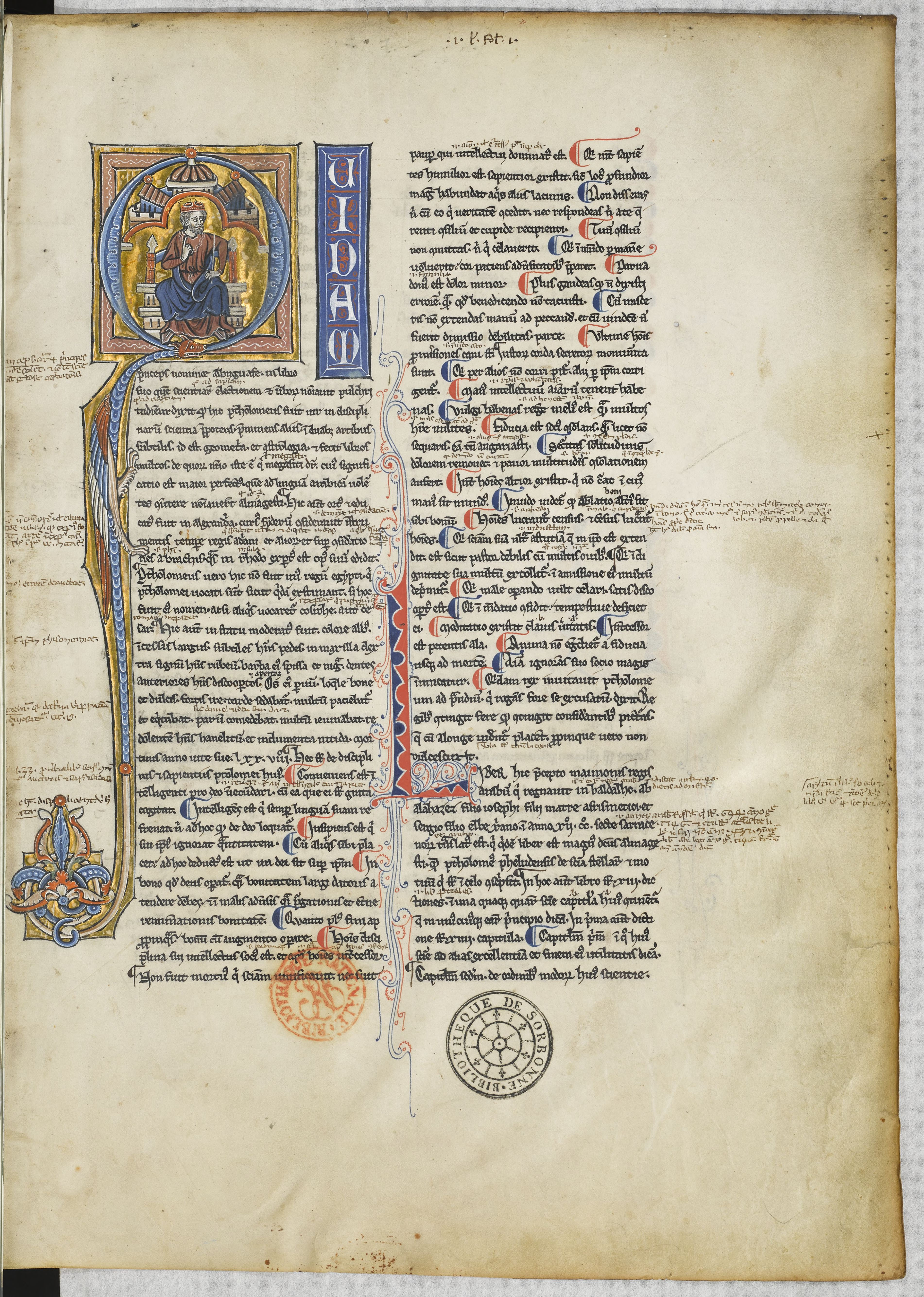
Перша сторінка роботи Клавдія Птолемея «Альмагест»

Перші згадки планети Меркурій з'явилися на клинописних табличках MUL.APIN — збірника астрономічних об'єктів та особливостей їх спостереження. Найімовірніше, ці записи були зроблені ассирійським астрономом приблизно у XIV столітті до н. е. Назва Меркурія, яка використовувалась для його позначення, перекладається як «планета, що стрибає»
Меркурій також спостерігали астрономи мая, найбільший розвиток астрономії в яких припадав на період із 1300 по 800 років до н. е. Вони були найбільше зацікавлені у подіях, під час яких Сонце опинялося у певних місцях на небі. Їх також цікавила планета Венера, адже вони вірили, що вона настільки важлива, як Сонце. Проте астрономи Мая відслідковували й рух Меркурія. Усі ці спостереження були знайдені у Дрезденському кодексі ― збірці з 39 листків завдовжки 3,5 м.
Греко-римський математик, астроном та філософ Клавдій Птолемей близько 150 р. н. е вивчав питання проходження Меркурія по диску Сонця, але до винайдення телескопа спостерігати їх було неможливо. У роботі «Планетарні гіпотези» він висловив припущення, що відсутність транзитів Меркурія може бути спричинена малим розміром планети або рідкістю транзитів. Розрахунки параметрів, пов'язаних з Меркурієм, Птолемей виклав у трактаті «Альмагест».
У XI столітті андалузький астроном Абу Ісак Ібрагім (також відомий як Арзахель) визначив деферент геоцентричної орбіти Меркурія, як еліптичний. У тому ж столітті Авіценна спостерігав «дві планети, як чорні точки на Сонці», тобто транзит Меркурія та Венери (у XII столітті це зробив Ібн Байя).

### Наземні телескопічні дослідження
Телескоп вперше застосував для спостереження Меркурія англійський науковець Томас Герріот у серпні 1609 року. Пізніше того ж року планету спостерігав італійський астроном Галілео Галілей.
Меркурій є складним об'єктом для спостереження та дослідження, адже він завжди перебуває в межах 28° від Сонця якщо спостерігати з Землі. Це означає, що проводити спостереження можливо лише вдень та під час сутінок. Вдень проблемою є низький контраст між небом та Меркурієм, тому його складно знайти, проте перевагою денного спостереження є короткий шлях світла через атмосферу. У сутінках спостерігати важко через довгий шлях світла через атмосферу Землі. У цей час рефракція світла в атмосфері найбільша, а турбулентність є найсильнішою. Попри це, перевагою спостереження у сутінках є високий контраст між Меркурієм та небом.
Стандартна зоряна величина Меркурія становить −0,4, а видима зоряна величина варіюється від −2,48 (яскравіше, ніж Сіріус) до 7,25 (його не можна побачити неозброєним оком).
Проходження Меркурія по диску Сонця («транзити» Меркурія) є досить рідкісними. Орбіта Меркурія перетинає площину орбіти Землі двічі на рік: на початку травня та на початку листопада. Транзит Меркурія настає, якщо в цей час Меркурій перебуває між Сонцем та Землею. У період із 1600 по 2300 рік має бути загалом 94 транзити. Серед цих транзитів 31 має статися в травні та 63 — у листопаді. У Середні віки траплялися випадки, коли люди стверджували, що вони спостерігали транзит Меркурія чи Венери, проте, найімовірніше, це були спостереження сонячних плям, а не транзитів.
При спостереженні із Землі через різну швидкість руху Землі та Меркурія періодично виникає ілюзія, ніби планета рухається назад. Це явище називається ретроградний Меркурій. Протягом року це трапляється кілька разів і триває близько трьох тижнів.

### Дослідження космічної ери
З початку космічної ери до Меркурія було запущено три космічні апарати. Сполучені Штати Америки відправили два апарати для дослідження Меркурія — «Марінер-10» та MESSENGER. Іншою місією з дослідження Меркурія є BepiColombo — результат кооперації Японії та Європейського космічного агентства.

#### «Марінер-10»

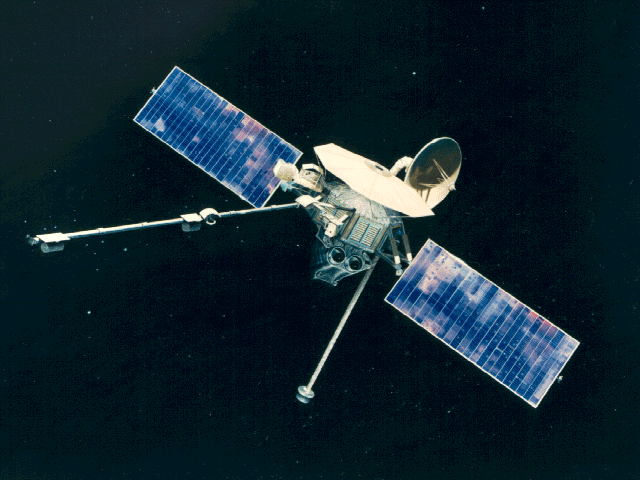
Космічний зонд «Марінер-10»

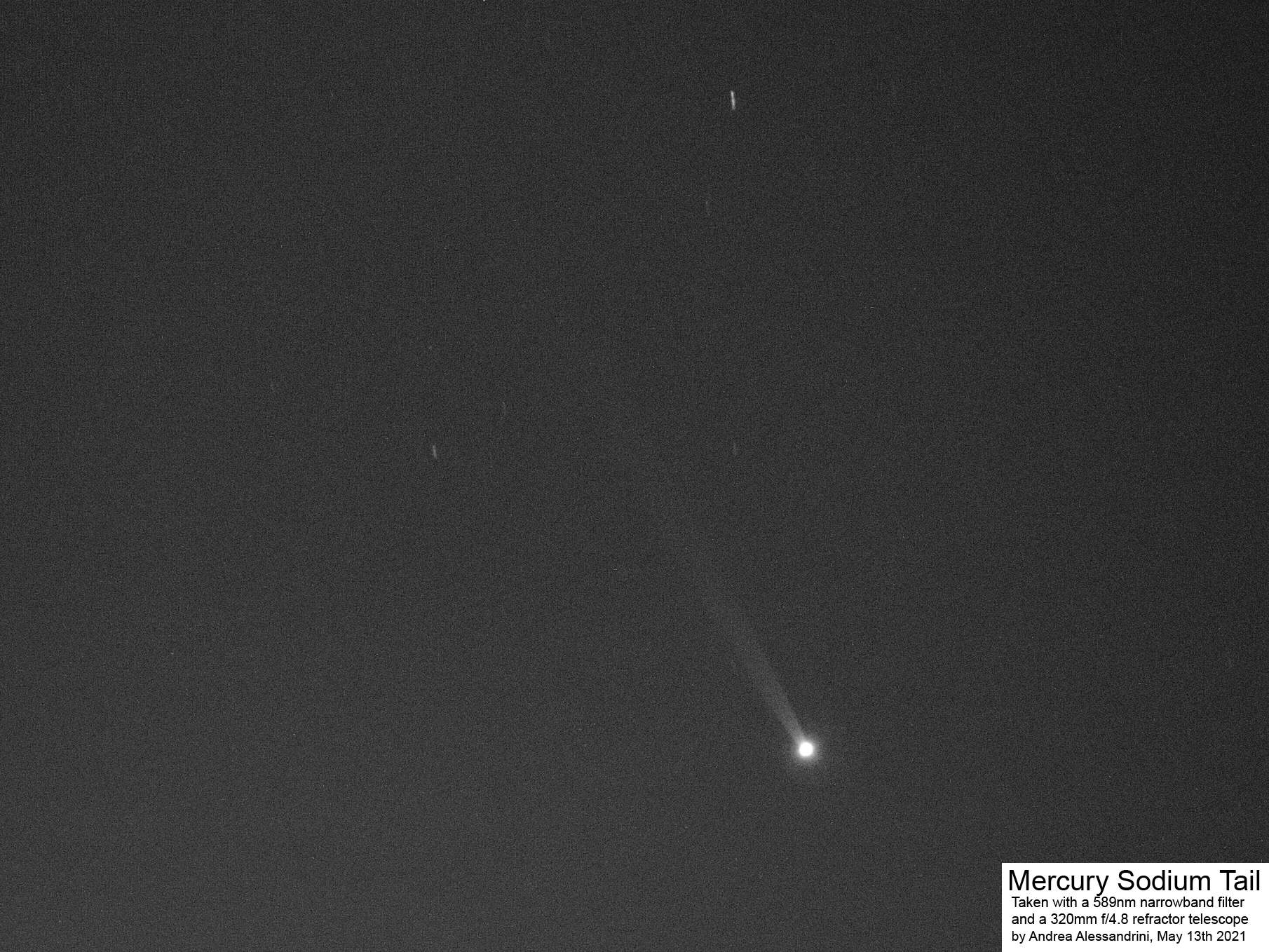
Фотографія натрієвого хвоста Меркурія, зроблена через фільтр, що здебільшого пропускає жовте світло, яке випромінює натрій

Це був перший апарат, метою якого було дослідження Меркурія. Основною метою було вивчення атмосфери (або підтвердження, що її немає), поверхні та фізичних характеристик Меркурія. Щоб наблизитися до Меркурія, було застосовано гравітаційний маневр біля Венери. Це рішення дало змогу уникнути додаткових витрат пального.
У 1974—1975 роках зонд наблизився до Меркурія й тричі пролетів поблизу планети. За цей час «Марінер-10» сфотографував 40—45 % поверхні Меркурія. Тоді були виявлені спільні та відмінні риси з Місяцем, відкрито магнітне поле, досліджено температурний режим, визначено склад атмосфери.

#### MESSENGER

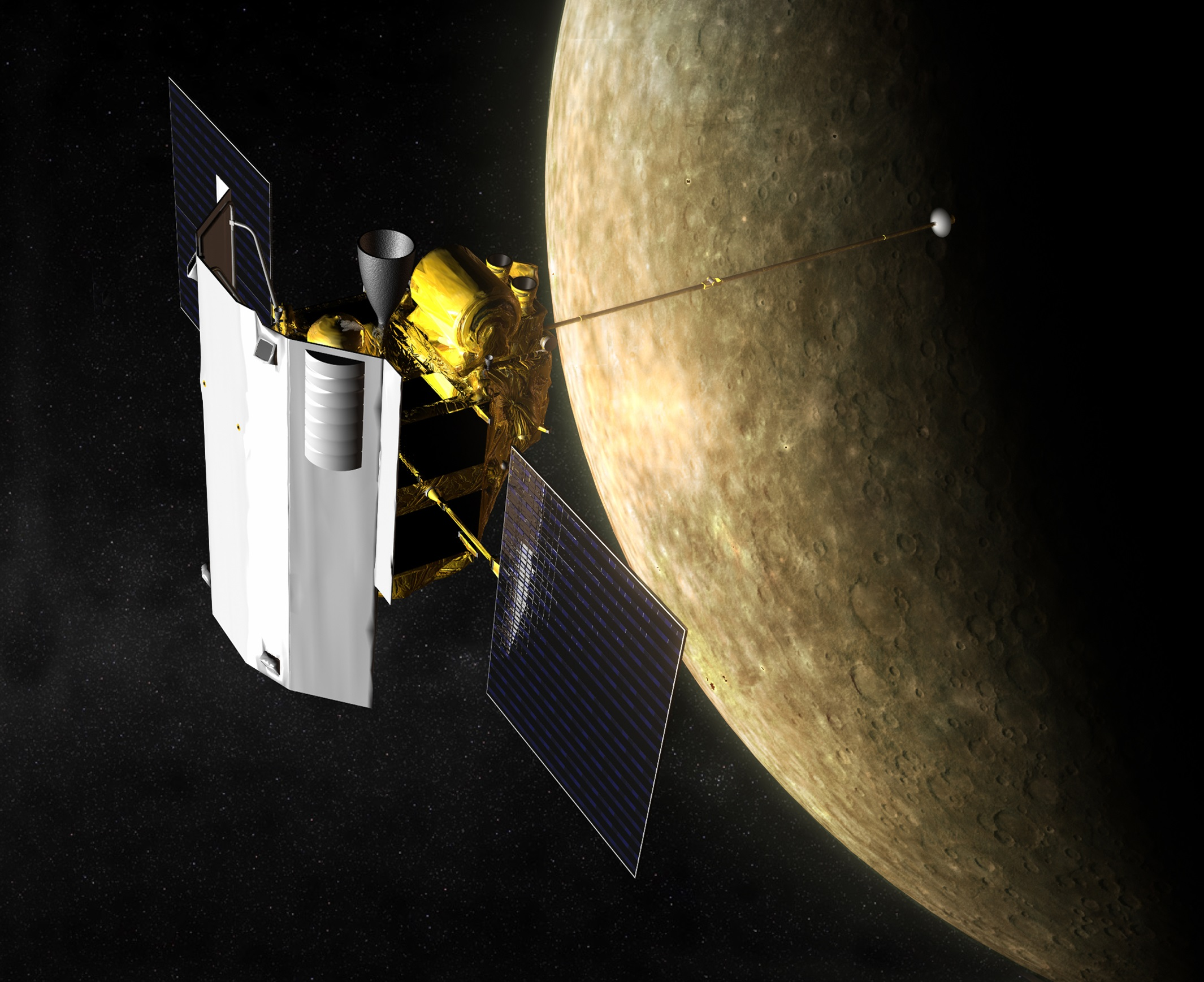
Художнє зображення космічного апарата MESSENGER та Меркурія

Це апарат NASA, що перебував на орбіті Меркурія в 2011—2015 роках. Зонд виявив значну концентрацію магнію та кальцію над нічною півкулею, зсув магнітного поля на північ від центру планети, воду в екзосфері, доказ вулканічної активності та водяний лід у місцях, на які не потрапляє сонячне світло. Також MESSENGER створив монохромну та кольорову мапи усієї поверхні планети, деякі фотографії мали роздільну здатність до 18 метрів.

#### BepiColombo
Метою спільної експедиції Європейського космічного агентства та Агентства аерокосмічних досліджень Японії є дослідження складу Меркурія, його фізичних властивостей, атмосфери, магнітосфери та історії планети.
Запуск BepiColombo відбувся 20 жовтня 2018 року. Апарат виконав кілька запланованих гравітаційних маневрів (поблизу Землі, Венери та Меркурія). Вихід на орбіту навколо Меркурія заплановано на 5 грудня 2025 року. Два апарати мають працювати на орбіті планети близько року.

## Фізичні характеристики
Меркурій є найменшою планетою у Сонячній системі. Його середній радіус — 2439,7 кілометра, що становить 0,383 середнього радіуса Землі. Маса Меркурія становить лише 0,0553 маси Землі або приблизно 4,5 маси Місяця. Густина Меркурія дорівнює 5429 кг/м3 і є близькою до густини Землі, тому його відносять до планет земної групи.
Прискорення вільного падіння на поверхні планети становить 3,70 м/с2 — майже як на Марсі (3,71 м/с2).

### Хімічний склад
Меркурій складається приблизно на 70 % із металів і на 30 % із силікатів. Дані місії MESSENGER вказують на те, що за складом поверхні Меркурій відрізняється від інших планет земної групи (Венери, Землі, Марса): поверхня збагачена сіркою, вуглецем і магнієм, але бідніша на залізо, алюміній та кальцій. Це означає, що Меркурій формувався в умовах, відмінних від умов формування інших планет. У складі поверхні Меркурія переважає магній. Хімічна неоднорідність поверхні планети та відсоток графіту вказують на те, що у своїй ранній історії Меркурій мав фазу океанів магми. Низька відбивна здатність планети є наслідком наявності вуглецю (у формі графіту).
Під час місії MESSENGER було застосовано рентгенівський спектрометр для створення хімічної карти Меркурія, а також відкрито регіони хімічного розмаїття.
Для кращого розуміння процесу формування Меркурія можуть бути використані дані про розповсюдженість хрому. Через те, що хром може існувати у багатьох ступенях окиснення, його поширеність може надати інформацію про умови, при яких хром опинився у камінні. Попри це, потрібних даних про хром на Меркурії зараз замало.

### Внутрішня будова

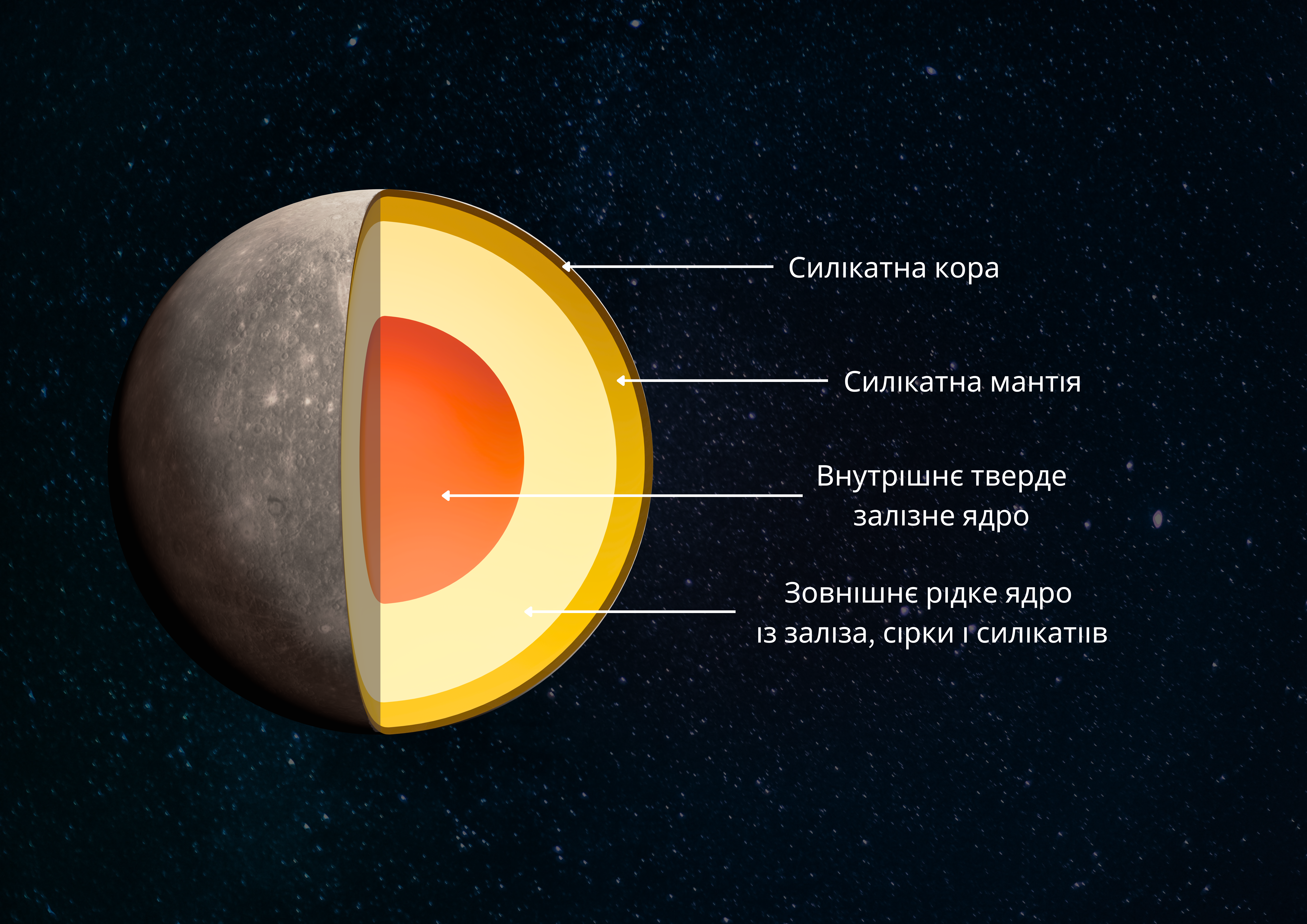
Схематичне зображення внутрішньої будови Меркурія

У внутрішній будові Меркурія переважає його внутрішнє велике тверде залізне ядро. Його вкриває зовнішнє ядро, що складається з рідкого заліза, сірки і силікатів. Радіус усього ядра планети становить приблизно 80 % її радіуса, його оцінюють у 2020 ± 30 кілометрів. Меркурій є єдиною планетою внутрішньої Сонячної системи, радіус ядра якої настільки великий відносно розміру самої планети. Радіус внутрішнього твердого ядра становить приблизно 1000 кілометрів, тобто приблизно стільки ж, скільки товщина зовнішнього розплавленого ядра. Силікатна мантія завтовшки приблизно 390 кілометрів із низьким вмістом заліза лежить під силікатною корою завтовшки 10 кілометрів.
Досліджувати внутрішню будову планети, навіть не приземлившись на неї, можливо шляхом вивчення руху космічних апаратів навколо неї. Дані про обертання та гравітаційний потенціал отримав зонд MESSENGER, адже сила тяжіння залежить від розподілу густини всередині планети, а прискорення зонда при русі навколо планети — від її внутрішньої будови.
Густина Меркурія є високою, адже більшу частину планети складає залізне ядро. Можливо, це є результатом зіткнення гіпотетичного прото-Меркурія із космічним тілом масою близько 1/6 тогочасної маси планети. Це б спричинило втрату більшої частини силікатної мантії та залишило б планету з високим вмістом заліза, пояснивши аномально високу густину Меркурія.
Ядро Меркурія охололо значно швидше, ніж ядро Землі. Через це Меркурій може допомогти передбачити зміни магнітного поля Землі коли її ядро охолоне.

## Орбіта та обертання

Анімація для пояснення орбітального резонансу Меркурія

Меркурій є найближчою до Сонця планетою. Він рухається еліптичною орбітою, ексцентриситет якої складає 0,2056. Між Сонцем і Меркурієм найменша відстань (перигелій) становить приблизно 46 млн км (0,308 а. о.) і найбільша (афелій) — приблизно 69,82 млн км (0,467 а. о.). Середня відстань від Меркурія до Сонця становить 57,9 млн км (0,387 а. о.). Наслідком такої великої різниці у відстані в перигелії й афелії є значна зміна швидкості руху планети орбітою (від 56,6 км/с до 38,7 км/с відповідно). Орбіта Меркурія нахилена до площини екліптики на 7°, що є найбільшим показником серед планет Сонячної системи. Внаслідок збурень та інших ефектів упродовж кількох мільйонів років ексцентриситет варіюється приблизно від 0,1 до 0,28, а нахил до площини орбіти Землі — приблизно від 0° до 11°.
Меркурій робить повний оберт навколо Сонця за 87,97 земного дня, рухаючись із середньою швидкістю 47,36 км/с. Навколо своєї осі Меркурій обертається за 1407,5 годин, тобто 58,646 земного дня. Це означає, що Меркурій має орбітальний резонанс, який дорівнює 3:2, тобто обертається навколо своєї осі тричі за два меркуріанських роки (оберти навколо Сонця). Внаслідок цього один сонячний день (від сходу до сходу Сонця) на планеті триває рівно два меркуріанських роки (175,97 земного дня).
Орбіта Меркурія не є стабільною: протягом кожних 625 років вона повертається на 1° внаслідок гравітаційної взаємодії з планетами та Сонцем. Дослідження 2018 року показало, що орбіта Меркурія додатково зміщається на 1° кожні 2 мільярди років через раніше не враховані чинники, наприклад, гравітаційну взаємодію між Сонцем та Юпітером. Попри те, що зараз неможливо спостерігати цю зміну, вона має бути доступною для дослідження апаратом BepiColombo.
Орбіта Меркурія, як і інших планет Сонячної системи, зазнає повільних змін із плином часу. Зміщення перигелію Меркурія вираховується згідно з законами ньютонівської механіки; зокрема, повернення до вихідного положення триває близько 260 тисяч років. 1859 року з'ясували, що вираховане зміщення перигелію не збігається з результатами астрономічних спостережень. Цей зсув виявився першим рухом небесного тіла, що не підкорявся ньютонівському закону всесвітнього тяжіння, та відіграв виняткову роль у історії фізики. Перед фізиками постала необхідність шукати шляхи модифікувати або узагальнити теорію тяжіння. Лише 1915 року Альберт Ейнштейн створив загальну теорію відносності, яка пояснювала зсув перигелію Меркурія. 

## Поверхня
Поверхня Меркурія подібна до поверхні Місяця, адже вона всіяна метеоритними кратерами через зіткнення з метеороїдами та кометами, проте Меркурій відрізняється більшим масштабом тектонічних процесів. На Меркурії метеоритні кратери та рівнини є домінантною формою рельєфу. Також на планеті є гряди, гори, уступи, долини, трапляються сліди тектонічних (насуви, грабени, тектонічні хребти) та вулканічних процесів (вулканічні кратери, молоді рівнини).
Магнітне поле Меркурія має значний вплив на поверхню планети. Попри те, що його сила складає всього 1 % сили магнітного поля Землі, воно взаємодіє із магнітним полем сонячного вітру і створює магнітні торнадо, які захоплюють плазму сонячного вітру та направляють її до поверхні Меркурія. Коли іони потрапляють на поверхню планети, вони відбивають нейтрально заряджені атоми високо у небо. Самі ж частинки сонячного вітру призводять до того, що променеві системи темніють з часом.
Також у Меркурія немає товстої атмосфери, яка б захищала його поверхню від попадання космічних уламків.

### Метеоритні кратери та імпактні басейни

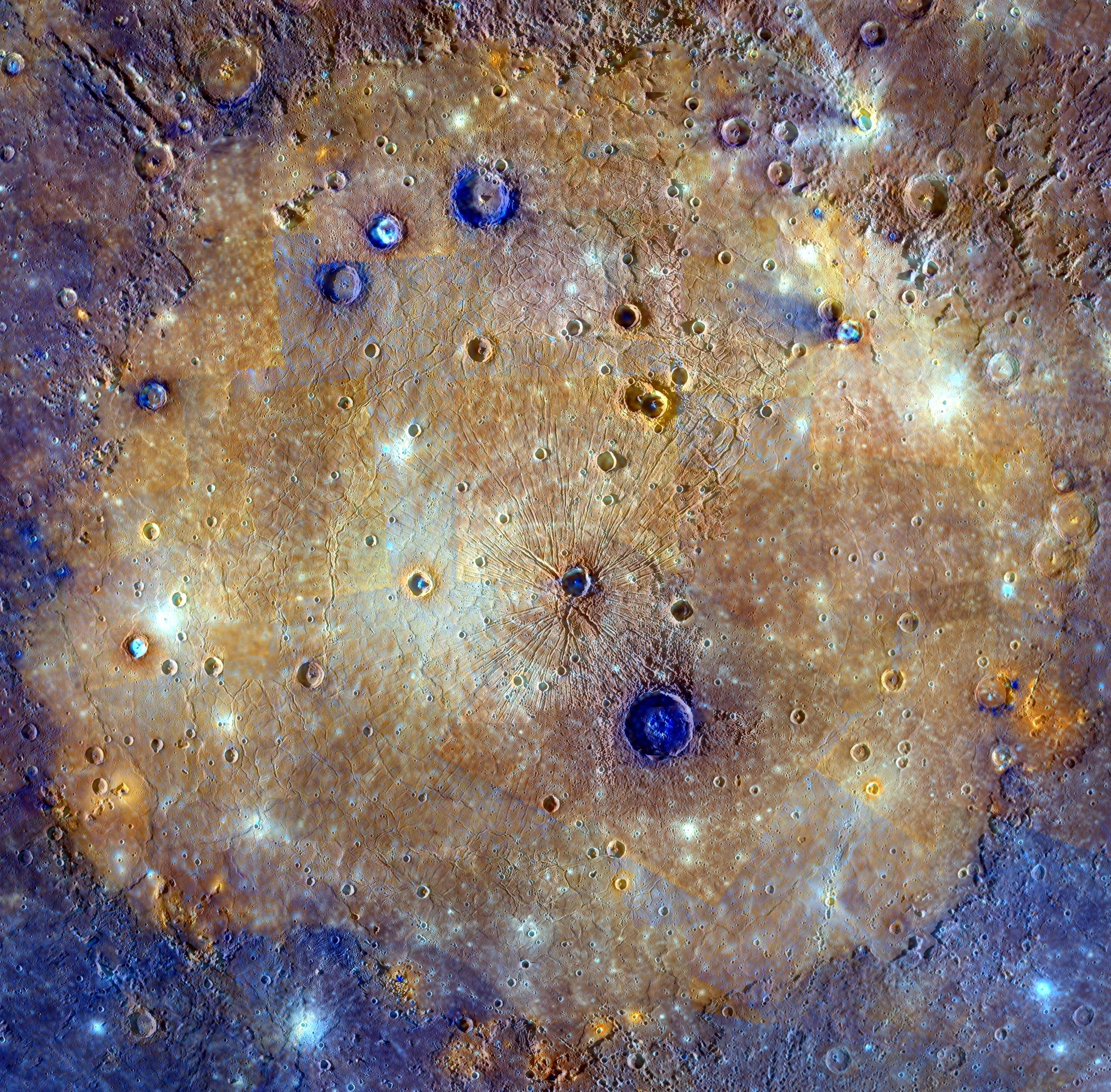
Рівнина Спеки: мозаїка знімків космічного апарата MESSENGER (кольори посилені)

Меркурій був бомбардований астероїдами та кометами під час свого формування 4,6 млрд років тому (планета остаточно сформувалася приблизно 4,5 млрд років тому із пилу і газу, який залишився після формування Сонця), а також недовгий час після нього. Крім цього, існував потенційно окремий період бомбардування, який закінчився 3,8 мільярда років тому; він отримав назву «Пізнє важке бомбардування».
Кратери на Меркурії варіюються від найменших, які можливо зафіксувати за допомогою камери апарата «Марінер-10» (100 м), до розміру імпактних басейнів (1300 км). Найбільшим кратером на Меркурії є басейн рівнини Спеки — метеоритний кратер, радіус якого становить 1525 км. Ці кратери перебувають у різному стані: від молодих кратерів з гострими краями й великою променевою системою до сильно зруйнованих кратерів зі згладженими та нечіткими краями.
Відомо щонайменше 15 давніх басейнів. Найбільшим кратером на Меркурії є Рівнина Спеки (англ. Caloris Planitia) із радіусом 1525 км, що оточений горами з висотою приблизно 1,6 км. Задля порівняння, довжина України зі сходу на захід становить 1316 км.

### Рівнини
Рівнини на Меркурії поділяються на два види: гладкі та міжкратерні.

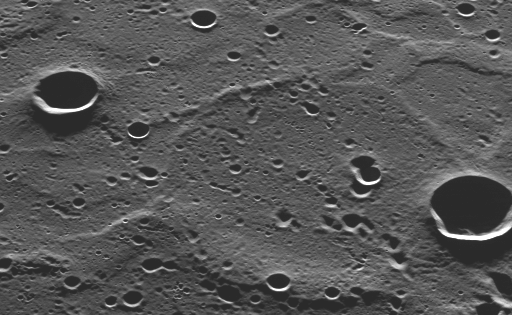
Гладкі рівнини на півночі планети

Гладкі рівнини є поширеними на поверхні Меркурія, вони є відносно пласкими, кратери на них не є розповсюдженими. Гладкі рівнини вкривають приблизно 27 % поверхні планети. Вони заповнюють простори різних розмірів від невеликих жолобів до поверхонь кратерів. Ці рівнини є схожими на місячні моря, проте відмінністю виступає однакове альбедо (здатність відбивати світло) гладких та міжкратерних рівнин. Гладкі рівнини формувалися, починаючи з 3,8 млрд років тому. Вони можуть мати вулканічне походження, утворившись внаслідок падіння метеорита та виверження з великих імпактних басейнів.

Міжкратерні рівнини

Міжкратерні рівнини є найдавнішою поверхнею Меркурія, вони сформувалися приблизно 4,6 мільярда років тому внаслідок витікання лави із тріщин у мантії. Тоді лава знищила усі попередні кратери з діаметром, меншим за 30—50 кілометрів. Міжкратерні рівнини утворюють майже рівну поверхню, що вкриває близько 40 % планети. Вони також присутні на Місяці, проте у суттєво меншій кількості. Окрім однакової відбивної здатності та кольору міжкратерні та гладкі рівнини ймовірно мають однаковий склад.

### Вулканічні кратери

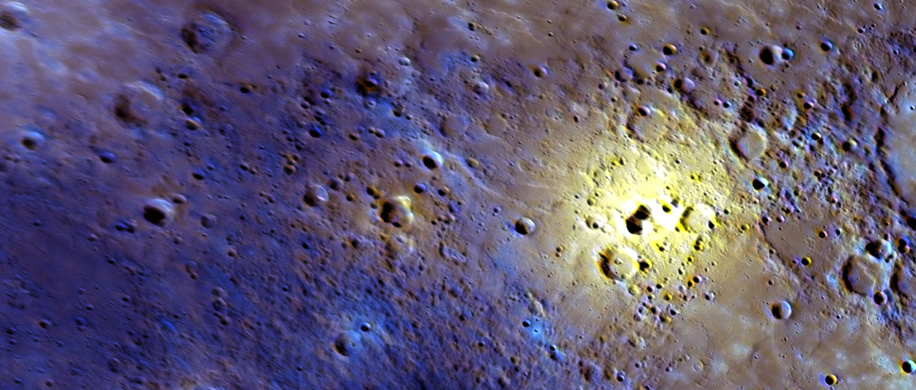
Імовірно вулканічний кратер (яскраво жовтий)

Вулканічні кратери є поширеними на Меркурії. Вибуховий вулканізм також поширений на Венері, Землі, Місяці, Марсі, Іо та, імовірно, Титані. На Меркурії продуктами вибухового вулканізму є відносно червоні плями з високим альбедо (порівняно з середнім значенням). Зображення високої якості виявили наявність багатьох вулканічних кратерів із неправильною формою та без облямівки, для яких існує термін «факула» (від лат. «facula», у множині — «faculae»). Діаметр цих об'єктів сягає від десятків до сотень кілометрів. Скупчення цих кратерів спостерігали біля внутрішнього краю басейну рівнини Спеки. Всередині вулканічних кратерів зазвичай є «яма», завглибшки до кількох кілометрів та шириною до кількох десятків кілометрів, яка, найімовірніше, і є джерелом, з якого були вивержені пірокластичні матеріали.

### Тектонічні процеси

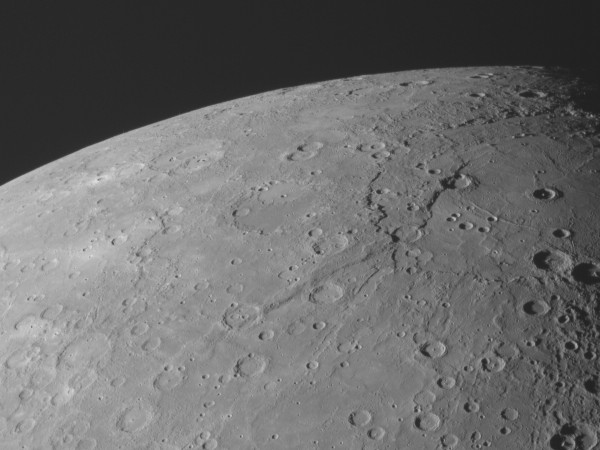
Уступ Enterprise Rupes, що перетинає кратер Рембрандт

Висунуто припущення, що Меркурій стискається, що робить його тектонічно активною планетою.
Фотографії місії MESSENGER показали раніше невиявлені об'єкти, подібні до скель та віддалено схожі на сходинки. Цими об'єктами є розломи у вигляді уступів. Уступи є поверхневим проявом скидів. Ці уступи є досить малими та геологічно молодими, це означає, що Меркурій і зараз стискається, тому Земля не є єдиною тектонічно активною планетою у Сонячній системі, як вважалося раніше. Ці уступи можуть варіюватися приблизно від 20 кілометрів до понад 600 кілометрів уздовж.
Найбільшим уступом на Меркурії є «Enterprise», довжина якого становить близько 1000 км. Космічний апарат MESSENGER підтвердив, що такі об'єкти є результатом стискання Меркурія.

### Западини

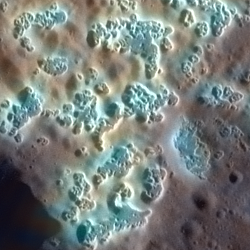
Загадкові западини у кратері Ратітладі (кольори посилені)

На Меркурії є западини завдовжки від 18 до 1600 метрів та завглибшки 24 метри або більше. Їхнє походження невідоме. Такі западини виявлено тільки на Меркурії. Загадкові западини мають неправильну форму, пласке дно та не мають облямівки, деякі мають інтер'єр із високою відбивною здатністю та гало (світлим ореолом). Вони могли сформуватися шляхом втрати легких речовин, проте через відсутність атмосфери немає вітру та дощу, тому западини не були сформовані вітром чи водою. Втрата легких речовин може бути спричинена нагріванням від Сонця, сонячною ультрафіолетовою радіацією, сонячним вітром, поширенням іонів з магнітосфери та бомбардування мікрометеороїдами. Також є гіпотеза про те, що западини моли сформуватися внаслідок сублімації матеріалу, нагрітого під час падіння метеоритів. Вважається, що ці западини є молодими або навіть активними.

### Полярні регіони

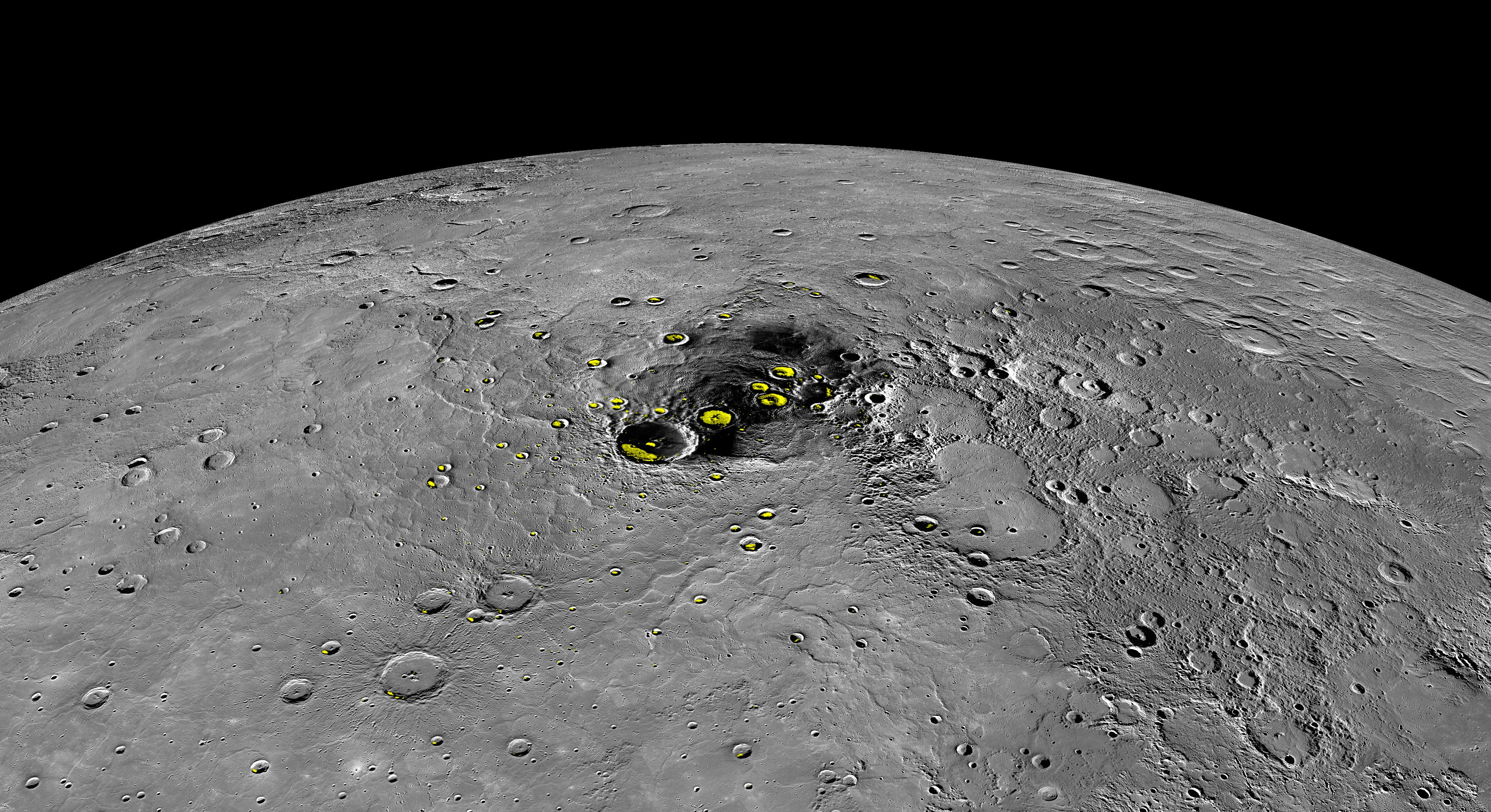
Північний полюс Меркурія (жовтим кольором позначені кратери з водяним льодом усередині)

Попри те, що Меркурій може здаватися планетою, на якій найменш імовірно знайти лід, вважається, що в приполярних зонах на Меркурії є значна кількість водяного льоду і, можливо, інших легких речовин. Лід може перебувати в постійно затінених кратерах, куди ніколи не потрапляє сонячне світло і, як наслідок, — температура є достатньо низькою, щоб лід існував протягом значних проміжків часу. Через те, що вісь Меркурія майже перпендикулярна площині орбіти (з точністю до 2°), дно кратерів на полюсах може перебувати в тіні постійно. Певні спостереження (такі, як висока відбивна здатність полярних відкладень і наявність темного, потенційно органічного матеріалу в деяких регіонах) свідчать, що ключову роль у доставленні води на планету могло зіграти падіння багатого на легкі речовини астероїда чи комети.
Докази існування водяного льоду на північному полюсі Меркурія вперше було отримано під час наземних радіолокаційних спостережень, що проводилися в обсерваторії Аресібо в Пуерто-Рико. Крім цього зонд MESSENGER зібрав дані, які вказують на те, що лід на планеті утворився саме з води. Такими даними зокрема є знімки постійно затінених кратерів.

### Назви поверхневих утворень
Згідно з правилами Міжнародного астрономічного союзу кратери на Меркурії називають на честь діячів мистецтва, які були відомими щонайменше півстоліття тому та після смерті яких минуло щонайменше три роки.
Вулканічні кратери неправильної форми та без валу (faculae) мають називатися словом «змія» різними мовами, а гори — словом «спекотно». Борозни називають на честь відомих архітектурних споруд. Уступи отримують назви космічних апаратів, що їх відкрили, або наукових експедицій. Рівнини називають на честь Меркурія (планети або бога) різними мовами. Долини називають на честь покинутих міст.

## Атмосфера
Атмосфери у Меркурія практично нема: тиск біля поверхні становить менше 5 × 10−15 бар — по суті, це вакуум. Загальна маса всієї атмосфери становить менше 10  т.
Її вважають екзосферою. Зовнішній шар складається з частинок, які прибувають із сонячним вітром (водню, гелію), елементів кори Меркурія (кисню й натрію), які випаровуються через інтенсивне сонячне тепло, магнію, кальцію, заліза та алюмінію. Також в атмосфері присутні вуглець, аргон, неон, ксенон, вуглекислий газ, вода, нітроген та криптон. 
Екзосфера Меркурія постійно еволюціонує: попри те, що сонячний вітер здуває атмосферу, тепло від Сонця впродовж меркуріанського дня нагріває кору, що призводить до утворення газової оболонки. Якби екзосфера не відновлювалась, елементи в ній не протрималися б довго: кальцій би зник за 1 годину, а магній за 2—3 земних доби.

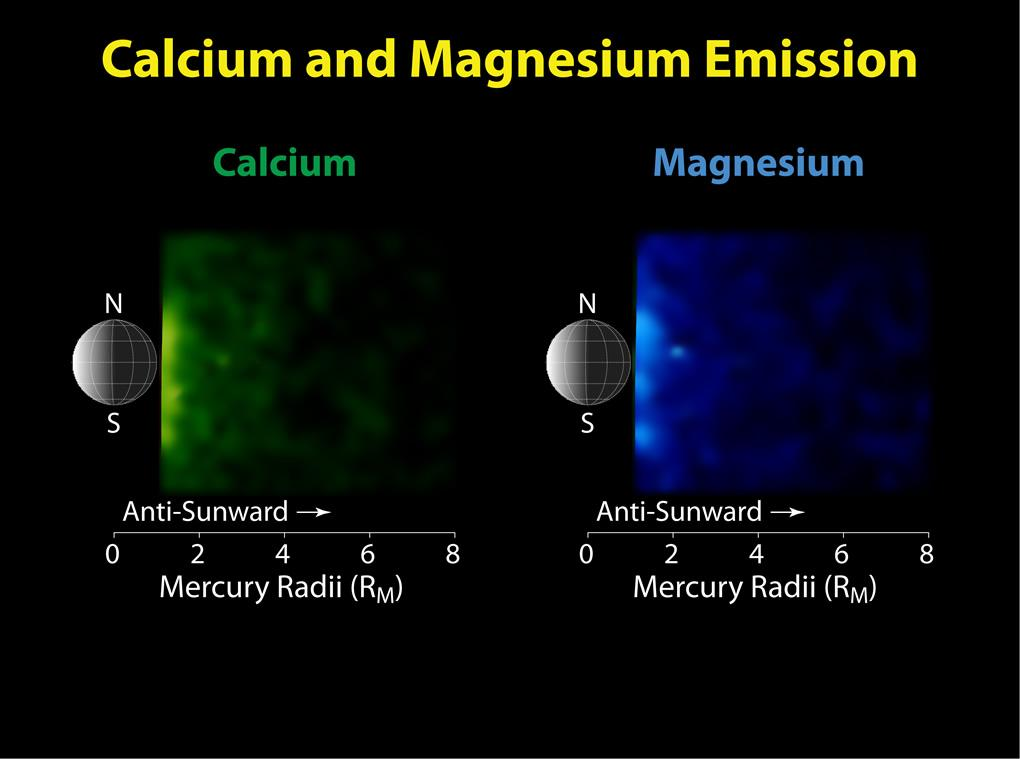
Кальцієвий та магнієвий хвіст Меркурія, зафіксований зондом MESSENGER під час його третього прольоту повз Меркурій 29 вересня 2009 року

На тих частинах еліптичної орбіти Меркурія, де він прискорюється у напрямку до та від Сонця, допплерівський зсув між Сонцем та Меркурієм спричиняє підвищений світловий тиск. Допплерівський зсув також створює «пори року» в екзосфері планети[прояснити]. Апарат MESSENGER зафіксував сезонні зміни під час прольотів повз Меркурій шляхом спостереження його натрієвого хвоста, адже зміна натрієвого хвоста пов'язана зі зміною світлового тиску. Під час другого прольоту хвіст був добре розвинений, а під час третього — майже відсутній. Це пояснюється тим, що під час другого прольоту зонда MESSESGER планета перебувала близько точки з найбільшим світловим тиском, а під час третього — перемістилася ближче до точки з найменшим.
Місії «Марінер-10» та MESSENGER надали дані про тиск атмосфери та її склад.
Температурні коливання на поверхні Меркурія сягають від –180 °C до 420 °C. Середня температура становить — 167 °C.

## Магнітне поле
Меркурій має магнітне поле, його виявив під час прольоту «Марінер-10». Місія MESSENGER також підтвердила існування магнітного поля Меркурія. Це було досить неочікувано, адже вважається, що магнітне поле планет, схожих на Землю, спричинене конвекцією всередині розплавленого металевого ядра. Натомість термальні моделі розвитку Меркурія передбачали, що на цей час ядро вже давно мало б охолонути. Крім цього, у значно більших за розмірами Венери та Марса магнітне поле відсутнє. Вісь диполя магнітного поля Меркурія майже збігається з віссю обертання планети, відхилення становить приблизно 10° (задля порівняння: відхилення осі диполя магнітного поля Землі становить 11,5°). Попри це, центр диполя зміщений на північ Меркурія.
Магнітне поле Меркурія постійно взаємодіє з міжпланетним магнітним полем і зарядженими частинками сонячного вітру. Сонячний вітер та міжпланетне магнітне поле викривлюють магнітосферу Меркурія, надаючи їй витягнутої форми, схожої на вітровказ. Рух частинок біля Меркурія створює електричні розряди та додаткові магнітні поля, які можуть бути порівняні з магнітним полем планети, що значно ускладнює визначення геометрії магнітного поля Меркурія.

## Культурний вплив

### Вірування

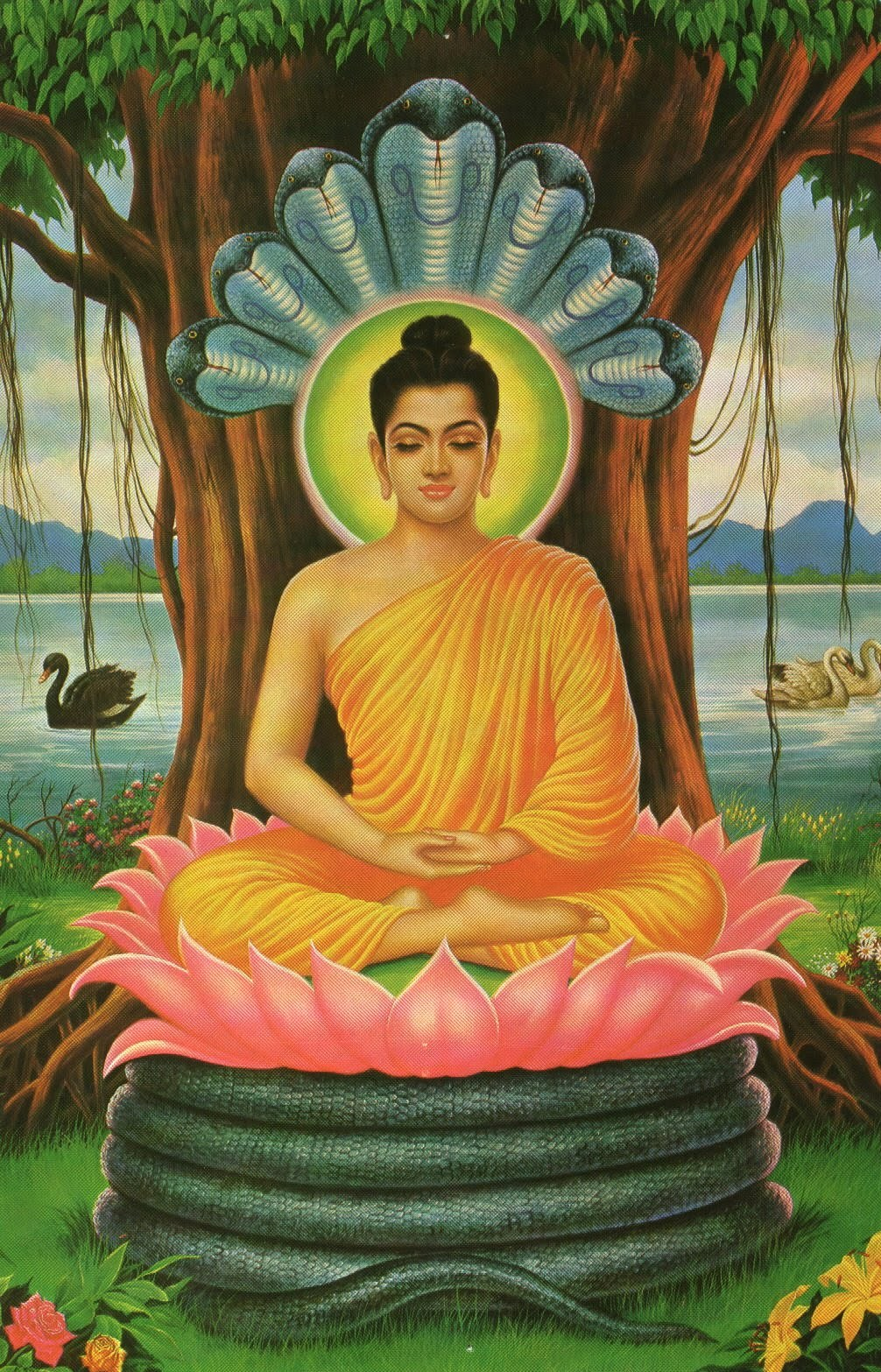
Зображення Будди під час медитації

У індуїзмі планету Меркурій ототожнюють з Буддою, він є покровителем Budhavara, тобто середи (асоціація середи з Меркурієм також поширена у романських мовах). У індуїстській міфології Будда є сином Чандри або Соми (Місяця) і Тари або Рогіні (зорі Альдебаран), дружини Брігаспаті (Юпітера). Дружиною Будди була Іла, яка змінювала свою стать між чоловічою та жіночою. Їхньою дитиною був Пурурава.
Будда є одним із Наваґрага, або дев'яти планет, які були зображені у ранніх середньовічних храмах. Згідно з Пуранами, його колісниця зроблена з повітря та вогню, а її рухають вісім коней, які рухаються зі швидкістю вітру.
У астрології Меркурій асоціюється з кмітливістю, швидким мисленням, здатнісю міркувати та раціоналізувати. Меркурій відомий своєю непостійністю, особливо під час ретроградного періоду, коли рухається у зворотний бік на небі та може зашкодити подорожам, технологіям та комунікації.

### Мистецтво і література
- Англійський композитор Густав Голст написав цикл творів, які назвав «Планети» (англ. The Planets). Ця сюїта включала композиції «Марс», «Венера», «Юпітер», «Сатурн», «Уран», «Нептун» та «Меркурій». Робота над «Планетами» тривала з 1914 по 1916 рік[110].
- У 1914 році італійський митець Джакомо Балла зобразив транзит Меркурія, який він спостерігав за допомогою телескопа 7 листопада 1914 року. Картину було названо «Mercurio che passa davanti al sole», тобто «Меркурій, що проходить перед Сонцем»[111].
- В аніме «Mobile Suit Gundam: The Witch from Mercury» події відбуваються в епоху, коли безліч корпорацій вийшли в космос і побудували величезну економічну систему. Самотня дівчина Сулетта Меркурій з планети Меркурій переходить до навчального закладу Asticassia School of Technology та досліджує новий для неї світ[112].
- У манзі та аніме «Сейлор Мун» персонаж Сейлор Меркурій є вартовою води й розуму, вона перебуває під захистом найближчої до Сонця планети[113].
- У фантастичному романі «Сирени Титана» (англ. The Sirens of Titan), створеному Куртом Воннеґутом у 1959 році значна частина сюжету обертається навколо вторгнення марсіан на Землю. Під час своїх пригод головні персонажі потрапляють на Меркурій, а також у його печери, де за сюжетом існує єдина форма життя на цій планеті — Гармоніум. Крім цього кілька сторінок твору присвячені пісні Меркурія[114].
- У фільмі «Collision Earth» 2011 року Сонце стає магнетаром на короткий час, а Меркурій сходить з орбіти та прямує до зіткнення з Землею. Доля Землі та її мешканців опиняється у руках вченого з його несправною зброєю[115].
- У короткій історії «The Coldest Place», написаній Ларрі Нівеном, найхолоднішим місцем у Сонячній системі є темна сторона Меркурія[116].
- У романі Айзека Азімова «Lucky Starr and the Big Sun of Mercury» на Меркурії проводяться дослідження, які дали змогу змінити клімат у пустелях та полярних льодовиках Землі, а пори року зробити зручнішими для людини. Проте на Меркурії щось іде не за планом. Рада Науки відправляє робота «Lucky Starr» на Меркурій, щоб визначити проблему та допомогти її вирішити[117][118].
- Книга «Relation du monde de Mercure», написана у 1750 році, описує крилатих мешканців Меркурія як гедоністів, що купаються у щедрості Сонця, необтяжених невідворотною смертю, проте відкритих до розпаду у Вічне, адже тоді вони здатні відчути нові інкарнації (втілення)[118][119].
- Планета Меркурій слугує притулком для людства через охолодження Сонця у книгах «The Last Planet» 1934 року, «Dawn to Dusk», написаній у період з 1934 по 1935 рік, та «Intelligence Undying» 1936 року. Ця тематика перестала бути актуальною, адже виявилося, що у час написання цих творів передбачення долі Сонця було неправильним[118]